# ادموند پائولین
ادموند پائولین (انگلیسی: Edmond Paulin; ۱۰ سپتامبر ۱۸۴۸ – ۲۷ نوامبر ۱۹۱۵) معمار اهل فرانسه بود.
وی همچنین برندهٔ جوایزی همچون لژیون دونور (افسر) و جایزه بزرگ رم شده‌است.